# Leiocassis saravacensis
Leiocassis saravacensis är en fiskart som beskrevs av Boulenger, 1894. Leiocassis saravacensis ingår i släktet Leiocassis och familjen Bagridae. Inga underarter finns listade i Catalogue of Life.